# Cirratulidae
Famille
Les Cirratulidae sont une famille de vers annélides polychètes sédentaires de l'ordre des Terebellida. Les annélides sont des animaux protostomiens métamérisés vermiformes.

## Liste des genres
Selon World Register of Marine Species (2 janvier 2019) :
- genre Aphelochaeta Blake, 1991
- genre Aphropharynx Wilfert, 1974
- genre Caulleriella Chamberlin, 1919
- genre Chaetocirratulus Blake, 2018
- genre Chaetozone Malmgren, 1867
- genre Cirratulus Lamarck, 1818
- genre Cirriformia Hartman, 1936
- genre Ctenodrilus Claparède, 1863
- genre Diplochaetetes Weissermel, 1913 †
- genre Dodecaceria Örsted, 1843
- genre Fauvelicirratulus Çinar & Petersen, 2011
- genre Kirkegaardia Blake, 2016
- genre Protocirrineris Czerniavsky, 1881
- genre Raphidrilus Monticelli, 1910
- genre Raricirrus Hartman, 1961
- genre Tharyx Webster & Benedict, 1887
- genre Timarete Kinberg, 1866

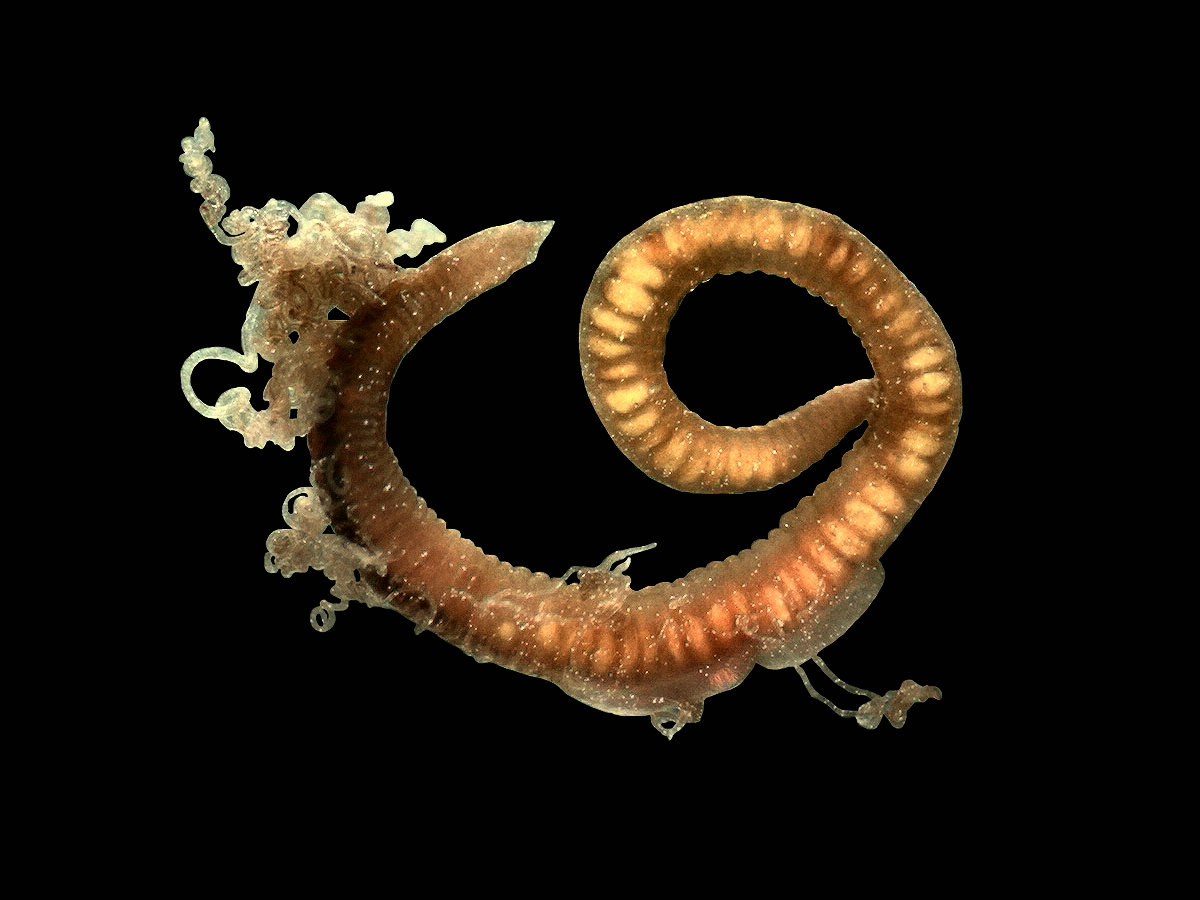
Cirratulus cirratus
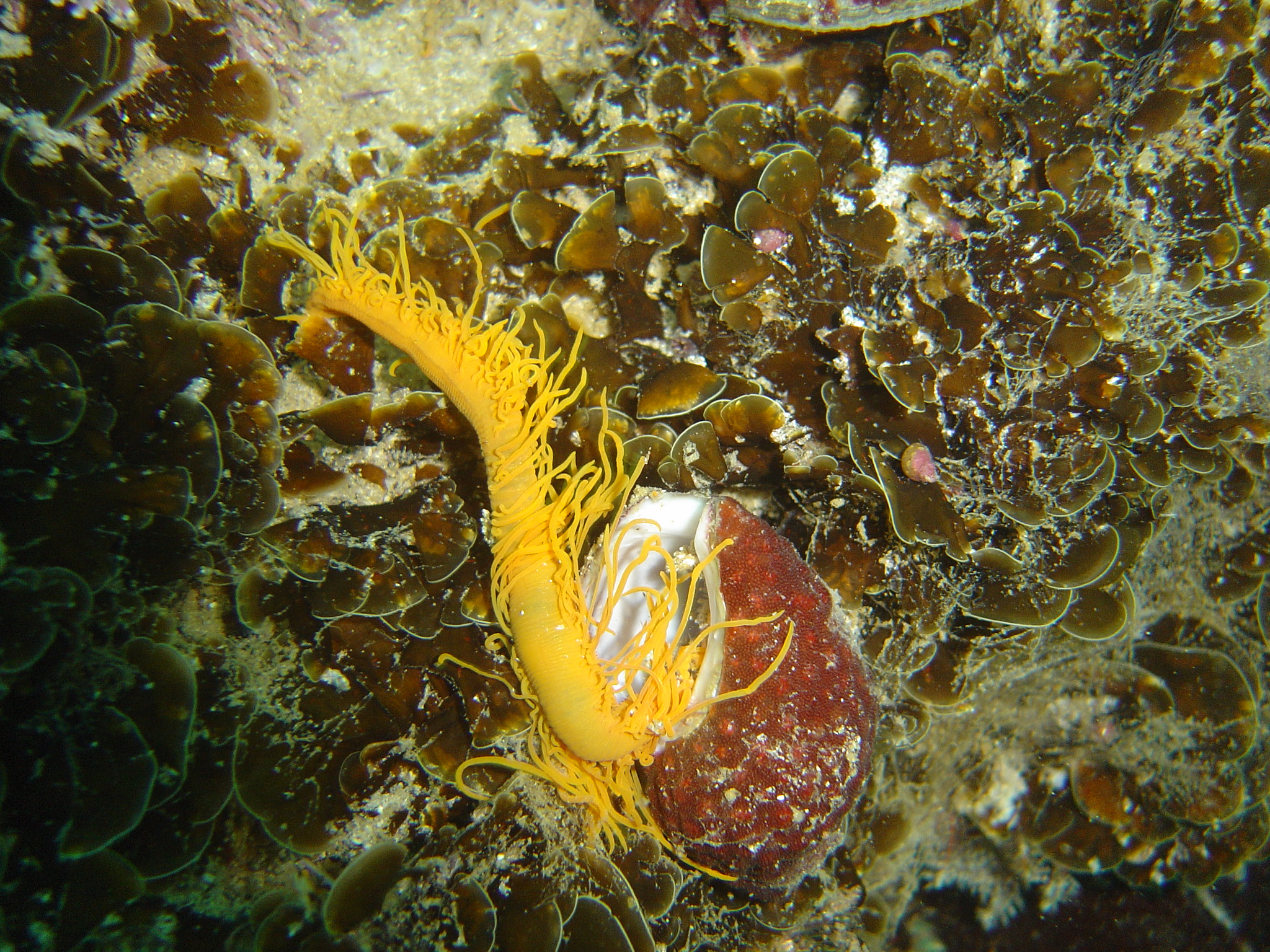
Cirriformia capensis
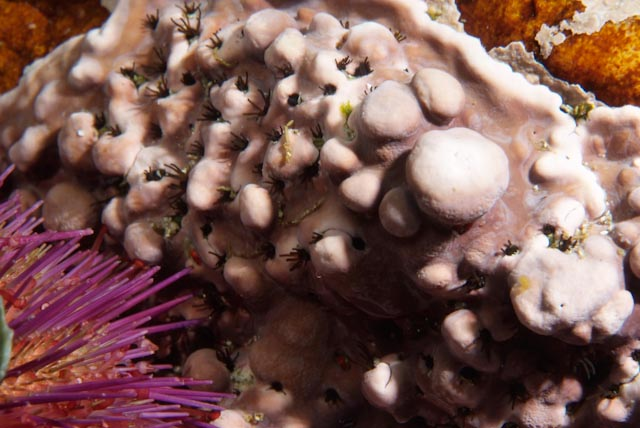
Dodecaceria pulchra
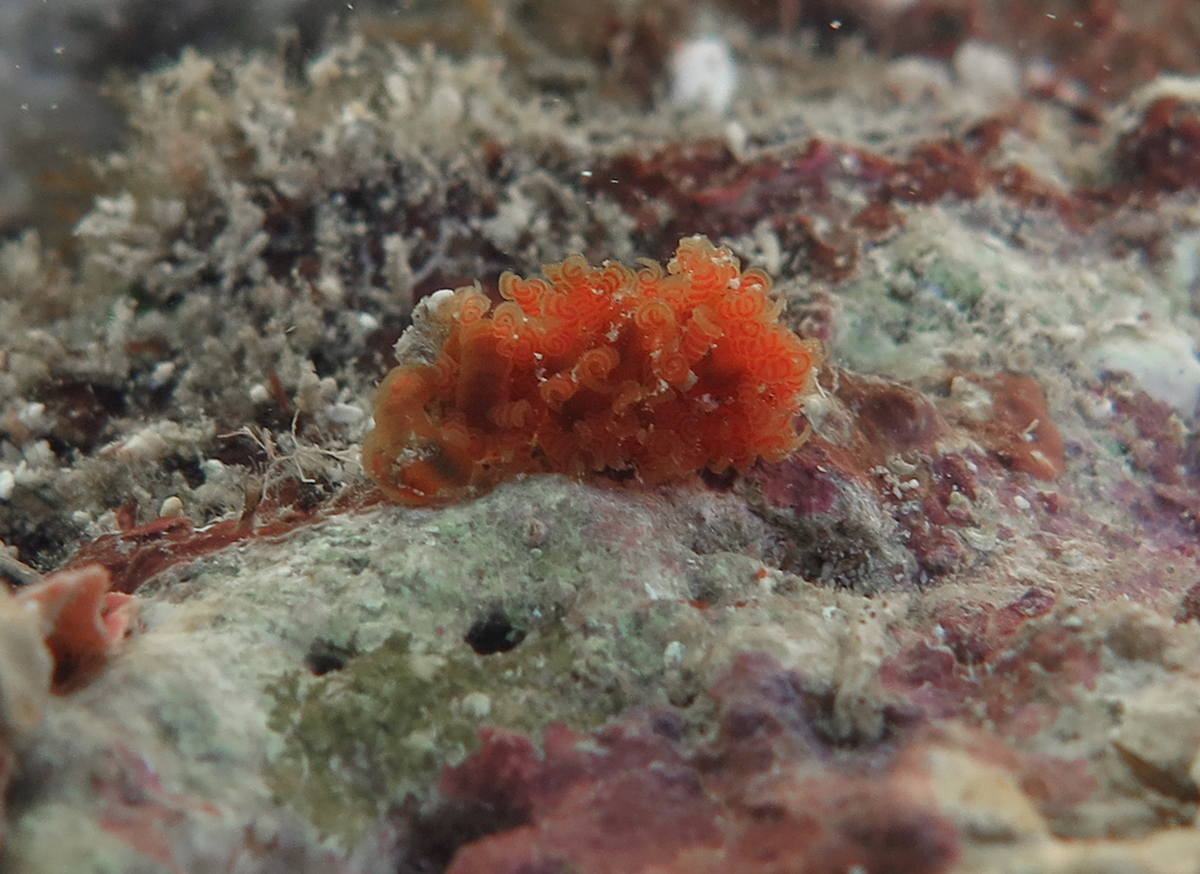
Cirratulidae non identifié

## Publication originale
- Ryckholdt, 1851 : Mélanges paléontologiques. Part 1. Mémoires Couronnes et Mémoires des Savants Et rangers de l'Académie Royale des Sciences, des Lettres et des Beaux-Arts de Belgique. vol. 24, n. 1, pp. 1-176 (texte intégral) (fr + la)